# Syndrome de Klippel-Trenaunay
Pour les articles homonymes, voir Klippel.
 Mise en garde médicale
Le syndrome de Klippel-Trenaunay est un syndrome congénital apparaissant dans le développement embryonnaire et qui se caractérise par l'association d'une hypertrophie des tissus osseux et mous, d'angiomes cutanés et de veines variqueuses.

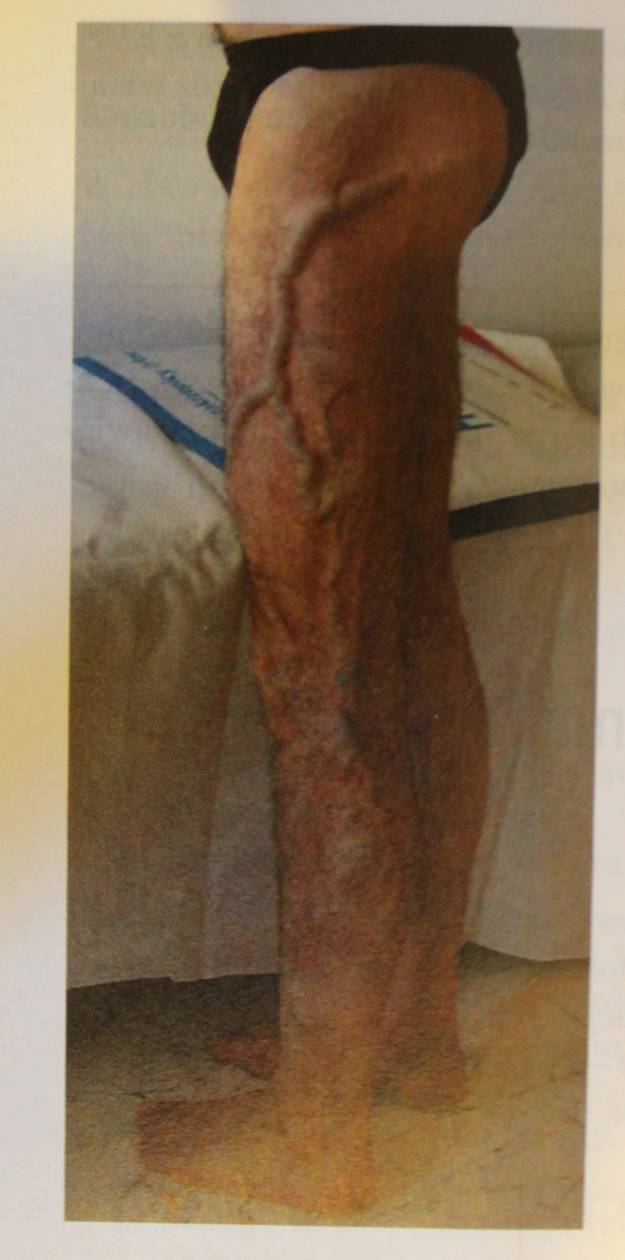
Syndrome de Klippel-Trenaunay

L'atteinte est le plus souvent limitée à un seul membre. Le pronostic est variable et dépend de l'extension de la malformation et des organes touchés. C'est une malformation rare, plus de 1 000 cas ont été répertoriés. Sporadique le plus souvent, on retrouve parfois une transmission autosomique dominante. L'étiologie est inconnue. Le traitement reste symptomatique et il n'existe pas encore de traitement curatif. La prise en charge est multidisciplinaire. Les angiomes cutanés peuvent être traités au laser, les varices et l'inégalité de longueur des membres peuvent bénéficier d'une prise en charge chirurgicale, les lymphœdèmes des membres inférieurs de bas de contention.

## Synonyme
- Syndrome de Klippel-Trenaunay-Weber
- Angiodysplasie ostéodystrophique
- Nævus variqueux ostéohypertrophique
- Angiodysplasie ostéodystrophique de Klippel-Trénaunay

## CIM 10
- Q87.2 : Syndromes congénitaux malformatifs impliquant principalement les membres